# Шварц, Жанно
Жанно Шварц (англ. Jeannot Szwarc; 21 ноября 1937, VI округ Парижа, Париж — 14 января 2025, Лош) — американский кинорежиссёр французского происхождения, известный такими фильмами, как «Челюсти 2», «Где-то во времени», «Супергёрл» и «Санта Клаус».

## Биография
Жанно Шварц родился 21 ноября 1939 года в Париже в еврейской семье из Польши. В начале 1960-х годов переехал в США, где окончил Гарвардский университет. Долгое время жил в Аргентине. Начал карьеру режиссёра в 1968 году с сериалов, к середине 1970-х почти полностью переключился на полнометражные теле- и кинофильмы, а в конце 1990-х вновь вернулся к режиссуре сериалов.
Среди его телесериалов, были «Досье детектива Рокфорда», «Коджак», «Ночная галерея», «Военно-юридическая служба», «Кости», «Касл», «4исла», «Коломбо», «Герои», «Тайны Смолвиля» и «Сверхъестественное».
Среди его фильмов, были «Жук», «Челюсти 2», «Где-то во времени», «Энигма», «Супергёрл», «Санта Клаус» и «Месть блондинки».
Был женат на Каре де Менуаль и имел двух сыновей, Сашу и Стефана.
Жанно Шварц скончался 15 января 2025 года в коммуне Лош, региона Центр — Долина Луары.

## Избранная фильмография
- 1968—1969 — Айронсайд[англ.] / Ironside (два эпизода)
- 1969 — Требуется вор[англ.] / It Takes a Thief (три эпизода)
- 1970 — Вирджинец[англ.] / The Virginian (два эпизода)
- 1970—1972 — Доктор Маркус Уэлби / Marcus Welby, M.D. (шесть эпизодов)
- 1970—1973 — Ночная галерея[англ.] / Night Gallery (девятнадцать эпизодов)
- 1971 — Лонгстрит[англ.] / Longstreet (один эпизод)
- 1973 — Человек, который смотрит / Extreme Close-Up
- 1973—1977 — Коджак / англ. Kojak (тринадцать эпизодов)
- 1975—1977 — Баретта / Baretta (четыре эпизода)
- 1975 — Жук / Bug
- 1978 — Челюсти 2 / Jaws 2
- 1980 — Где-то во времени[англ.] / Somewhere in Time
- 1982 — Энигма / Enigma
- 1984 — Супердевушка / Supergirl
- 1985 — Санта-Клаус[англ.] / Santa Claus: The Movie
- 1986 — Сумеречная зона / The Twilight Zone (два эпизода)
- 1996 — Эркюль и Шерлок против мафии / Hercule et Sherlock
- 1998—2004 — Военно-юридическая служба / JAG (девятнадцать эпизодов)
- 1999 — Семь дней / Seven Days (один эпизод)
- 1999—2004 — Практика / The Practice (восемнадцать эпизодов)
- 2000—2002 — Элли Макбил / Ally McBeal (пять эпизодов)
- 2003 — C.S.I.: Место преступления Майами / CSI: Miami (один эпизод)
- 2003—2011 — Тайны Смолвиля / Smallville (четырнадцать эпизодов)
- 2004, 2006 — Юристы Бостона / Boston Legal (два эпизода)
- 2005 — 4исла / Numb3rs (один эпизод)
- 2005—2009 — Без следа / англ. Without a Trace (двенадцать эпизодов)
- 2006—2010 — Детектив Раш / Cold Case (семь эпизодов)
- 2007—2010 — Герои / Heroes (шесть эпизодов)
- 2007—2016 — Кости / Bones (пятнадцать эпизодов)
- 2008—2009 — Адвокатская практика[англ.] / Raising the Bar (три эпизода)
- 2009 — наст. время — Анатомия страсти / Grey’s Anatomy (двенадцать эпизодов)
- 2009—2012 — Грань / Fringe (семь эпизодов)
- 2010—2012 — Частная практика / Private Practice (четыре эпизода)
- 2011—2014 — Сверхъестественное / Supernatural (пять эпизодов)
- 2013 — Скандал / Scandal (один эпизод)
- 2017 — Последний кандидат / Designated Survivor (один эпизод)